# 화천공설운동장
화천공설운동장(華川公設運動場, Hwacheon Public Stadium)은 대한민국 강원특별자치도 화천군에 있는 스포츠 시설이다. 천연잔디 필드와 우레탄 트랙이 갖춰진 경기장이며, 1987년 12월에 준공되었다.

## 참고 문헌
- “화천군 공설운동장 관리 운영 조례” (PDF). 화천군의회.
- 《2021년 전국 공공체육시설 현황(2020년말 기준)》. 대한민국 문화체육관광부. 2022.
- 《2023 전국 공공체육시설 현황 (2022년 12월말 기준)》. 대한민국 문화체육관광부. 2024.

## 같이 보기
- 화천고등학교
- 화천중학교